# Obrium bifasciatum
Obrium bifasciatum es una especie de escarabajo longicornio del género Obrium, categorizada en la tribu Obriini, de la subfamilia Cerambycinae. Fue descrita por Martins & Galileo en 2004.

## Descripción
Mide 7,3 mm de longitud.

## Distribución
Se distribuye por Argentina.